# TRIZ

Lý thuyết TRIZ

Lý thuyết giải các bài toán sáng chế (theo tiếng Nga là Теория решения изобретательских задач, chuyển tự Teoriya Resheniya Izobreatatelskikh Zadatch, viết tắt TRIZ) là phương pháp luận tìm kiếm những giải pháp kỹ thuật mới, cho những kết quả khả quan, ổn định khi giải những bài toán khác nhau, thích hợp cho việc dạy và học với đông đảo quần chúng. Tác giả của TRIZ, G.S. Altshuller, bắt đầu nghiên cứu, xây dựng lý thuyết từ 1946. Tiền đề cơ bản của TRIZ là: các hệ kỹ thuật phát triển tuân theo các quy luật khách quan, nhận thức được. Chúng được phát hiện và sử dụng để giải một cách có ý thức những bài toán sáng chế. TRIZ được xây dựng như là một khoa học chính xác, có lĩnh vực nghiên cứu riêng, các phương pháp riêng, ngôn ngữ riêng, các công cụ riêng. Hạt nhân của TRIZ là thuật toán giải các bài toán sáng chế (viết tắt theo tiếng Nga là ARIZ).
ARIZ là một chương trình các hành động tư duy có định hướng, được kế hoạch hóa. Nó có mục đích tổ chức hợp lý và làm tích cực hóa tư duy sáng tạo, bước đầu tạo cơ sở cho lý thuyết chung về tư duy định hướng. ARIZ có tính logic và linh động. Về mặt logic, ARIZ có tác dụng phân nhỏ bài toán sáng chế thành từng phần, vừa sức với người giải bình thường. Về mặt linh động, nó khai thác tới mức lớn nhất mặt mạnh của từng người giải như kiến thức, kinh nghiệm, trí tưởng tượng, linh tính... và hạn chế mặt yếu như tính ỳ tâm lý, sự phân tán trong suy nghĩ. Lợi ích của ARIZ nói chung là nâng cao hiệu suất tư duy sáng tạo giải quyết vấn đề và ra quyết định.
Ý nghĩa của TRIZ và ARIZ là ở chỗ xây dựng tư duy định hướng nhằm đi đến lời giải bằng con đương ngắn nhất dựa trên các quy luật phát triển các hệ kỹ thuật và sử dụng chương trình tuần tự các bước, có kết hợp một cách hợp lý 4 yếu tố: tâm lý, logic, kiến thức và trí tưởng tượng. TRIZ được dùng kết hợp với những phương pháp kinh tế-tổ chức (như phương pháp phân tích giá thành-chức năng, gọi tắt là FSA) tạo nên công cụ tổng hợp và có hiệu lực mạnh mẽ tác động tốt đến sự phát triển công nghệ.
Lý thuyết TRIZ các bạn cần tìm đọc và nghiên cứu, nó là môn khoa học sáng tạo có thể nói là biến những khả năng sáng tạo vô lý thành hiện thực thông qua các phương pháp luận và loại trừ.